# Otto Kleinschmidt
Otto Kleinschmidt (ur. 13 grudnia 1870, zm. 25 marca 1954 w Wittenberdze) – niemiecki teolog, pastor i ornitolog. Wprowadził do niemieckiej ornitologii typologiczne pojęcie gatunku. Jego publikacja Formenkreis theory wpłynęła na rozwinięcie się wczesnych poglądów Erwina Stresemanna. Niektórzy uważają go za jednego z pierwszych biogeografów.

## Wydane prace
- Kleinschmidt, O. (1900) Arten und Formenkreise?, Journal für Ornithologie 48:134-139
- Kleinschmidt A. 1950. Leben und Werk. Syllegomena Biologica. Festschrift zum 80. Geburtstage von Herrn Pastor Dr. Med. H.C. O. Kleinschmidt, Lutherstadt Wittenberg am 13. Dezember 1950 eds, A. von Jordans & F. Peus pp. 1-31. Leipzig: Wittenberg.
- Kleinschmidt O. 1897. [No title]. Journal für Ornithologie 45: 518-519.
- Kleinschmidt O. 1926. Der weitere Ausbau der Formenkreislehre. Journal für Ornithologie 74: 405-408.
- Kleinschmidt O. 1930. The Formenkreis theory and the progress of the organic world: A re-casting of the theory of descent and race-study to prepare the way for a harmonious conception of the universal reality. London, H.F. & G. Witherby.
- Kleinschmidt O. 1933 Kurzgefaßte deutsche Rassenkunde. Armanen-Verlag, Leipzig.
- Kleinschmidt O. 1933. Blut und Rasse. Die Stellung des evangelischen Christen zu den Forderungen der Eugenik. Unter Zugrundelegung eines am 18. April 1933 auf der zweiten Konferenz evangelischer Akademiker in Hannover gehaltenen Vortrags. Verlag Martin Warneck, Berlin.